# Machajowa Czuba
Die Machajowa Czuba ist ein Berg in der polnischen Westtatra mit 1860 Metern Höhe. 

## Lage und Umgebung
Die Staatsgrenze verläuft über den Hauptgrat der Tatra. Die Machajowa Czuba befindet sich nördlich des Hauptkamms. Nördlich des Gipfels liegt das Tal Dolina Miętusia, ein Seitental des Tals Dolina Kościeliska, konkret sein Hängetal Dolina Mułowa.

## Tourismus
Der Gipfel der Machajowa Czuba ist für Wanderer nicht zugänglich.  
Als Ausgangspunkt für eine Besteigung ihrer Hänge aus den Tälern eignen sich die Ornak-Hütte, Kondratowa-Hütte und die Chochołowska-Hütte.

## Belege
- Zofia Radwańska-Paryska, Witold Henryk Paryski, Wielka encyklopedia tatrzańska, Poronin, Wyd. Górskie, 2004, ISBN 83-7104-009-1.
- Tatry Wysokie słowackie i polskie. Mapa turystyczna 1:25.000, Warszawa, 2005/06, Polkart, ISBN 83-87873-26-8.